# Ceniza puzolánica

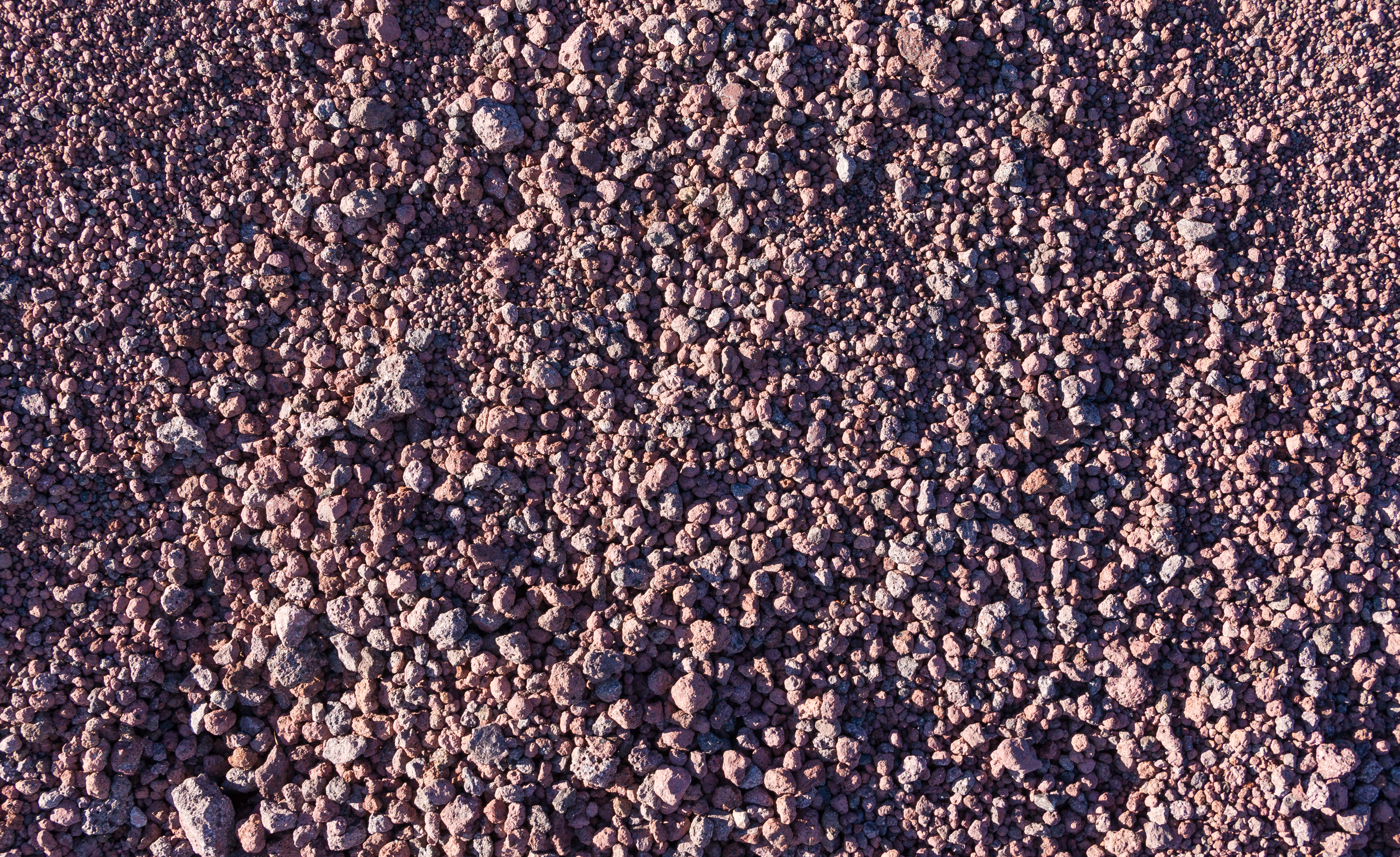
Cenizas puzolánicas del volcán Vesubio en Italia

La  ceniza puzolánica (en latín: pulvis puteolanus), es un material natural silíceo o silíceo-aluminoso que reacciona con el hidróxido de calcio en presencia de agua a temperatura ambiente (proceso conocido como reacción puzolánica). En esta reacción se forman compuestos de aluminato de calcio hidratado y de silicato cálcico hidratado insolubles que poseen propiedades como cemento. La designación puzolánico se deriva de uno de los depósitos de cenizas volcánicas utilizados por los romanos en Italia, en Pozzuoli. La definición moderna de puzolana abarca cualquier material volcánico (pumita o ceniza volcánica), compuesto predominantemente de vidrio volcánico fino, que se utiliza como puzolana. El término genérico puzolana no distingue el origen específico del material, mientras que en el presente artículo se ha reservado la denominación de cenizas puzolánicas exclusivamente para los materiales de origen volcánico, compuestas principalmente por vidrio volcánico.

## Uso histórico
Las puzolanas conocidas como tierra de Santorini se utilizaron en el Mediterráneo oriental desde el 500 al 400 a. C. Aunque fueron los antiguos griegos los pioneros, serían los romanos quienes finalmente desarrollaron por completo el potencial de las pastas de cal-puzolana como fase aglutinante en el material denominado opus caementicium, utilizado tanto para levantar todo tipo de edificios como en construcciones submarinas. Vitruvio habla de cuatro tipos de puzolana: negra, blanca, gris y roja. Todas ellas se pueden encontrar en las zonas volcánicas de Italia, como Nápoles. Por lo general, se mezclaba muy a fondo en la proporción de dos a uno con cal justo antes de añadirle agua. El puerto de Cosa se construyó con hormigón de cal y puzolana que se vertía bajo el agua, aparentemente usando un tubo largo para tenderlo con cuidado sin permitir que el agua de mar se mezclara con él. Los tres embarcaderos todavía son visibles hoy en día, con las partes submarinas en excelentes condiciones en general, incluso después de más de 2100 años después.

## Geoquímica y mineralogía
El principal componente puzolánicamente activo de las pumitas y de las cenizas es el vidrio volcánico altamente poroso. La naturaleza fácilmente alterable, o altamente reactiva, de esta ceniza y piedra pómez limita su presencia en gran medida a áreas volcánicas recientemente activas. La mayoría de las puzolanas naturales utilizadas tradicionalmente pertenecen a este grupo, es decir, piedra pómez volcánica de Pozzuoli, tierra de Santorini y el material conocido en alemán como trass.
La composición química de la puzolana es variable y refleja el tipo regional de vulcanismo. Siendo la sílice SiO2 el componente químico principal, la mayoría de las cenizas y pumitas inalteradas caen en el rango de composición intermedio (52–66% en peso de SiO2) a ácido (>66% en peso de SiO2) para los tipos de roca vítrea descritos por la Unión Internacional de Ciencias Geológicas. Los piroclastos básicos (45–52% en peso de SiO2) y ultrabásicos (<45% en peso de SiO2) se usan con menos frecuencia como puzolanas. El Al2O3 está presente en cantidades sustanciales en la mayoría de las puzolanas, Fe2O3 y MgO están presentes solo en proporciones menores, como es habitual en más tipos de rocas ácidas. Los contenidos de CaO y álcalis suelen ser modestos, pero pueden variar sustancialmente entre distintas cenizas puzolánicas.
La composición mineralógica de las rocas piroclásticas inalteradas está determinada principalmente por la presencia de fenocristales y la composición química del magma original. El componente principal es vidrio volcánico, típicamente presente en cantidades superiores al 50% en peso. Las puzolana con un contenido significativamente menor, como la traquiandesita de Volvic (Francia) con solo un 25% en peso, tiene menos reactividad. Aparte del contenido de vidrio y su morfología asociada con la superficie específica, también los defectos y el grado de tensión en el vidrio parecen afectar a la reactividad puzolánica.
Los minerales típicos asociados presentes en forma de grandes fenocristales son miembros de la serie de las plagioclasas de feldespato en solución sólida. En las rocas piroclásticas en las que predominan los álcalis sobre el calcio, se encuentran ortoclasas como la sanidina o la albita con feldespato sódico. La leucita está presente en las puzolanas de Latium, ricas en potasio y pobres en sílice. El cuarzo generalmente está presente en cantidades menores en las puzolanas ácidas, mientras que los fenocristales  de olivino y/o piroxeno a menudo se encuentran en materiales más básicos. También se encuentran xenolitos o fragmentos de roca incorporados durante erupciones volcánicas violentas o la deposición de materiales volcánicos sobre el terreno.
Zeolitas, ópalos y minerales arcillosos suelen estar presentes en cantidades menores como productos de alteración del vidrio volcánico. Mientras que la zeolización o formación de ópalo CT es en general beneficiosa para la actividad puzolánica, la formación de arcilla tiene efectos adversos en el desempeño de las mezclas de cal-puzolana o en cementos combinados.

## Uso moderno

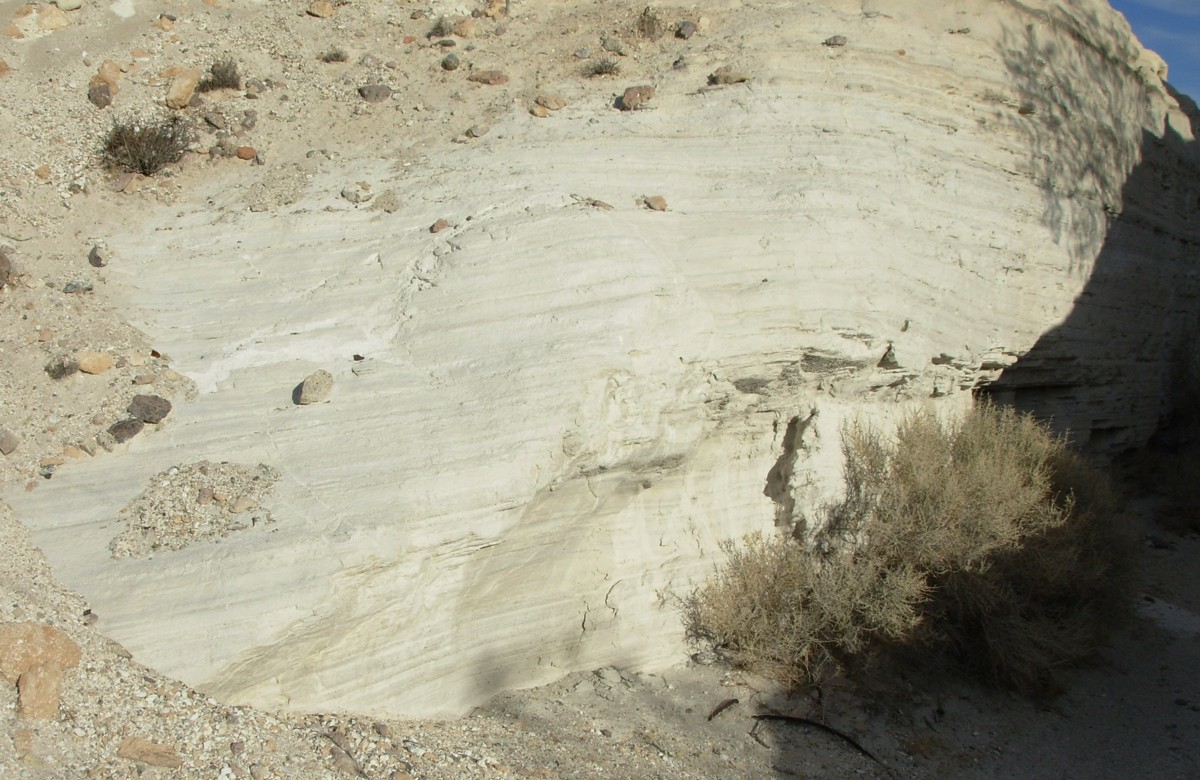
Restos de puzolana en el sur de California

La puzolana es abundante en ciertos lugares y se usa mucho como complemento del cemento Portland en países como Italia, Alemania, Kenia, Uganda, Turquía, China y Grecia. En comparación con las puzolanas procedentes de subproductos industriales, las cenizas puzolánicas se caracterizan por rangos más amplios en su composición y una mayor variabilidad en sus propiedades físicas. La aplicación de puzolana como componente del cemento Portland está controlada principalmente por la disponibilidad local de depósitos adecuados y la competencia con los subproductos industriales accesibles como materiales suplementarios. Debido a las extensas reservas de cenizas puzolánicas  disponibles, y gracias a las comprobadas ventajas técnicas que se pueden obtener de su uso adecuado, se espera que su empleo se expanda fuertemente en el futuro.

## Reacción puzolánica
La reacción puzolánica es una reacción química que se produce en el cemento Portland que contiene puzolana. Es el principal proceso involucrado en la formación del opus caementicium inventado en la antigua Roma. En la base de la reacción puzolánica se encuentra una reacción ácido-base simple entre hidróxido de calcio (como portlandita) y el ácido silícico.